# Uroxys elongatus
Uroxys elongatus är en skalbaggsart som beskrevs av Edgar von Harold 1868. Uroxys elongatus ingår i släktet Uroxys och familjen bladhorningar. Inga underarter finns listade i Catalogue of Life.